# Mars Pathfinder
Mars Pathfinder lansiran je 4. prosinca 1996. godine, a sletio je na Mars na Dan nezavisnosti 4.7.1997. godine.
Postavio je rover Sojourner na površinu. Rover je radio dva mjeseca i prikupio je mnoštvo podataka i fotografija značajnih za potragu života na Marsu ali i za ljudsku misiju prema tom planetu.